# Perrysburg, Ohio
Perrysburg là một thành phố thuộc quận Wood, tiểu bang Ohio, Hoa Kỳ. Năm 2010, dân số của thành phố này là 20623 người.

## Dân số
- Dân số năm 2000: 16945 người.
- Dân số năm 2010: 20623 người.